# Stefan Bratkowski
Stefan Bratkowski, né le 22 novembre 1934 à Breslau (aujourd'hui Wrocław) et mort le 18 avril 2021, est un juriste, journaliste et écrivain polonais, militant pour la démocratie. Il est notamment de 1980 à 1990 président de l'Association des journalistes polonais (pl), et dans les années 1991-1992, le président de la maison d'édition Czytelnik (en), président du conseil de programme de l'Association des collaborateurs de Radio Free Europe (pl) (Stowarzyszenie Pracowników Rozgłośni Polskiej Radia Wolna Europa), 

## Biographie

### Enfance et famille
Stefan Tadeusz Aleksander Bratkowski est le fils de Stefan Janusz Bratkowski (pl) (1890-1941), consul général de Pologne à Breslau en 1932–1936 et officier du renseignement polonais.
En 1936, sa famille s'installe à Varsovie. Après la chute de l'insurrection de Varsovie en 1944 et quelques années d'errance, il grandit à la Maison des jeunes de Krzeszowice. Il est le frère de l'économiste et homme politique Andrzej Bratkowski (pl), le mari de la journaliste Roma Przybyłowska-Bratkowska (pl) et le père de l'universitaire féministe Katarzyna Bratkowska (pl).

### Vie publique

#### Sous le régime communiste
Il  adhère en 1949 à l'Union de la jeunesse polonaise (ZMP) de l'université Jagellonne. et contribue en 1956 à la création de l'Union des jeunes révolutionnaires à Varsovie. De 1956 à 1957, il est membre du comité central de l'Union de la jeunesse socialiste (Związek Młodzieży Socjalistycznej). Il rejoint en 1954 le Parti ouvrier unifié polonais au pouvoir et siège au Bureau de l'Union des écrivains polonais (en) (Związek Literatów Polskich, ZLP). Il est finalement exclu du parti en 1981.
En 1954, il est un des organisateurs d'un groupe de discussion indépendant pour les jeunes. En 1955, il organise le Club de discussion universitaire de Cracovie, et en 1956, la première fête juvenalia de Cracovie, au cours de laquelle, pour la première fois, des milliers de jeunes se promènent dans les rues de la ville lors d'une manifestation incontrôlée. En 1955, il achève ses études de droit à l'université Jagellonne et travaille comme doctorant et chargé de cours à la Faculté de droit de l'université Jagellonne.
Il entre ensuite à la rédaction de Po Prostu (pl). Il écrit plusieurs livres de reportage avec Janusz Roszka et Jerzy Zieleński. À la fin des années 1960, son Livre des vrais contes de bonne aventure (Księga wróżb prawdziwych) décrivant l'avenir issu des progrès de la science et de la technologie, reçoit un très bon accueil du public. Avec son frère Andrzej, il écrit le livre Gra o jutro, qui dénonce le mode de fonctionnement de l'économie de la République populaire de Pologne, et décrit l'expérience occidentale en matière de gestion et appelant à la restauration de la monnaie comme moyen économique au lieu de faire des plans. À partir de mai 1970, il est le rédacteur en chef de Życie i Nowoczesności (le supplément du jeudi à Życie Warszawy (pl)), dont il est limogé en octobre 1973.
Il est alors à la tête du Laboratoire de prévision du développement du Centre de recherche et de développement informatique. et est ensuite  au chômage jusqu'en 1980. 
En tant que juriste et historien, il entreprend des travaux historiques, rédige une première étude sur l'histoire militaire du XVIIIe siècle et la formation professionnelle de Tadeusz Kościuszko en tant qu'ingénieur militaire. En 1978, avec Bogdan Gotowski et Andrzej Wielowieyski, il lance le club de discussion « Expérience et avenir » (DiP), fonctionnant initialement dans le cadre de structures indépendantes sous la direction d'Adam Uziembła. Après l'interdiction des débats publics, les panélistes de cette initiative s'occupent d'organiser des sondages et de préparer des rapports sur la base de ceux-ci, dont le premier, intitulé De l'état de la République et des chemins menant à sa réparation, paraît en 1979. Leur diffusion en masse a été réalisée par la maison d'édition indépendante NOWa et la section polonaise de Radio Free Europe.
Il écrit les scénarios de certains épisodes de la série télévisée Najdłuższa wojna nowoczesnej Europy (pl) (1979–1981).
À l'automne 1980, sur la vague des changements liés à la création de « Solidarność », il est élu président de l'Association des journalistes polonais. Après l'instauration de la loi martiale, il dirige l'association des journalistes polonais alors clandestine. De 1983 à 1988, il réalisa la Gazeta Dźwiękowa (Journal sonore), qui comprennent des chansons des bardes de l'opposition et diffusée sous forme de cassettes par Piotr Szwemin (pl). Il participe à partir de 1987 à diverses initiatives favorisant le retour du pluralisme.

#### La chute du communisme
Stefan Bratkowski est membre du Komitet Obywatelski Solidarność et il prend part en 1989 à la Table ronde (en) aux côtés de Lech Wałęsa dont il est un des conseillers.
En 1989, il continue à assurer la présidence de l'Association des journalistes polonais relégalisée, et en devient président d'honneur en 1990. Il est un des fondateurs de Gazeta Wyborcza, pour lequel il écrit des chroniques jusqu'en 1995. Il écrit aussi pour l'hebdomadaire Computerworld, puis des chroniques pour Rzeczpospolita. En 1991, il participe à la fondation (avec le World Press Freedom Committeee) de la Fondation « Centre de presse pour les pays d'Europe centrale et orientale », dont il préside le conseil. Il continue à jouer un rôle important dans la vie littéraire et sociale et participe notamment à des émissions de radio sur Tok FM (pl) ou au jury du prix Nagroda Newsweeka im. Teresy Torańskiej (pl).

## Distinctions
- Commandeur de l'Ordre Polonia Restituta. Il est décoré en 2011 par le président Bronisław Komorowski de la Croix de commandeur de l'Ordre Polonia Restituta.

Il est récipiendaire de nombreux prix comme le prix Adolf-Bocheński (1980), le prix Kisiel (pl) (1990) et le Superwiktor (pl) (2015). En 1998, il est lauréat du prix Ksawery-Pruszyński décerné par le PEN club polonais.

## Publications
- Księga wróżb prawdziwych (Le Livre des vraies prophéties), Wydawnictwo Harcerskie, Varsovie 1968.
- Świat, w którym żyjemy (Le monde dans lequel nous vivons), Horyzonty, Varsovie 1970,
- Gra o jutro (Un jeu pour demain), Państwowy Instytut Wydawniczy, Varsovie 1970 (avec Andrzej Bratkowski).
- Z czym do nieśmiertelności (Les Chemins de l'Immortalité), Śląsk, Katowice 1977.
- Oddalający się kontynent (Le continent en dérive), Państwowy Instytut Wydawniczy, Varsovie 1978.
- Skąd przychodzimy (D'où nous venons), Iskry, Varsovie 1978. réédition BGW, 1993.
- Programować może każdy (La programmation à la portée de tous), Iskry, Varsovie 1978 (manuel de langage BASIC).
- Nie tak stromo pod tę górę. Krótki poradnik dla tych, którzy nie wiedzą, że nic się nie da zrobić (La pente n'est ai raide : petit guide pour ceux qui ne savent pas qu'il n'y a rien à faire), Książka i Wiedza, Varsovie 1980,
- Nowy Marsyliusz, czyli społeczeństwo inteligentne (TLe nouveau Marcilius, ou une société intelligente), Państwowy Instytut Wydawniczy, Varsovie 1981.
- Jak robić interesy – razem (Comment faire des affaires ensemble), Iskry, Varsovie 1989, réédition 1997
- Wiosna Europy: mnisi, królowie i wizjonerzy (Le Printemps de l'Europe : moines, rois et visionnaires), Iskry, Varsovie 1997.
- Najkrótsza historia Polski (La plus courte histoire de Pologne), Krajowa Agencja Wydawnicza, Varsovie 1998  (ISBN 9788303036933).
- Pan Nowogród Wielki: prawdziwe narodziny Rusi (Novgorod la Grande : la véritable naissance de la Russie), Krajowa Agencja Wydawnicza, Varsovie 1999  (ISBN 9788388072239) (sélectionné pour le prix Nike)
- Podróż do nowej przeszłości (Voyage vers un nouveau passé), Veda, Varsovie 2000  (ISBN 8385584676).
- Pod wspólnym niebem: krótka historia Żydów w Polsce i stosunków polsko-żydowskich (Sous un même ciel : courte histoire des juifs de Pologne et des relations judéo-polonaises), Krajowa Agencja Wydawnicza, Varsovie 2001  (ISBN 9788388072512), réédition Wydawnictwo Trio, 2006
- Nieco inna historia cywilizacji: dzieje banków, bankierów i obrotu pieniężnego (L'Histoire des civilisations vue autrement : histoire des banques, des banquiers et de la circulation monétaire), Nowoczesność, Varsovie 2003  (ISBN 8390181576)
- Kilka sposobów na niemożliwość, czyli poradnik dla tych, którzy nie wiedzą, że nic się nie da zrobić (Quelques trucs pour faire l'impossible : petit guide pour ceux qui ne savent pas qu'il n'y a rien à faire), Prószyński i S-ka, Varsovie 2006.
- Kim chcą być Niemcy (Ce que les Allemands veulent être), Prószyński i S-ka, Varsovie 2006,
- Kim chcą być Polacy (Ce que les Polonais veulent être), Prószyński i S-ka, Varsovie  2007,
- Teksty wywrotowe 1992-2008 (Textes subversifs 1992-2008), Wydawnictwo Pert, Varsovie 2008,
- Atlantyda tak niedaleko (L'Atlandide est si près), Wydawnictwo Pert, Vatsovie 2009,
- W drodze do Montaigne (Le Chemin vers Montaigne), Spółdzielnia Wydawnicza Czytelnik, Varsovie 2012,
- Kto na to przyzwolił? szkic o odpowiedzialności za przyszłą historię (Qui a permis qu'on en arrive là ? Esquisse sur la responsabilité de l'histoire à venir), Wydawnictwo Studio Emka, Varsovie 2013.

## Filmographie
- 2000 : Najwyżej na świecie
- 1981 : Najdłuższa wojna nowoczesnej Europy – scénario (épis. 7–13)
- 1961 : Gdy ginie król – mise en scène
- 1961 : Wyszedł z domu i nie wrócił – mise en scène